# 2007-es Formula–1 japán nagydíj
A japán nagydíj volt a 2007-es Formula–1 világbajnokság tizenötödik futama.

## Időmérő edzés
Az időmérő edzésen Lewis Hamilton a nedves pályán 1:25,368-as idővel Alonso és Räikkönen előtt végzett.
| Hely | Versenyző            | Csapat/Motor       | 1. rész  | 2. rész    | 3. rész  |
| ---- | -------------------- | ------------------ | -------- | ---------- | -------- |
| 1    | Lewis Hamilton       | McLaren-Mercedes   | 1:25.489 | 1:24.753   | 1:25.368 |
| 2    | Fernando Alonso      | McLaren-Mercedes   | 1:25.379 | 1:24.806   | 1:25.438 |
| 3    | Kimi Räikkönen       | Ferrari            | 1:25.390 | 1:24.988   | 1:25.516 |
| 4    | Felipe Massa         | Ferrari            | 1:25.359 | 1:25.049   | 1:25.765 |
| 5    | Nick Heidfeld        | BMW Sauber         | 1:25.971 | 1:25.248   | 1:26.505 |
| 6    | Jenson Button        | Honda              | 1:26.614 | 1:25.454   | 1:26.913 |
| 7    | Mark Webber          | Red Bull-Renault   | 1:25.970 | 1:25.535   | 1:26.914 |
| 8    | Sebastian Vettel     | Toro Rosso-Ferrari | 1:26.025 | 1:25.909   | 1:26.973 |
| 9    | Robert Kubica        | BMW Sauber         | 1:26.300 | 1:25.530   | 1:27.225 |
| 10   | Giancarlo Fisichella | Renault            | 1:26.909 | 1:26.033   |          |
| 11   | Heikki Kovalainen    | Renault            | 1:27.223 | 1:26.232   |          |
| 12   | David Coulthard      | Red Bull-Renault   | 1:26.904 | 1:26.247   |          |
| 13   | Jarno Trulli         | Toyota             | 1:26.711 | 1:26.253   |          |
| 14   | Vitantonio Liuzzi    | Toro Rosso-Ferrari | 1:27.234 | 1:26.948   |          |
| 15   | Ralf Schumacher      | Toyota             | 1:27.191 | idő nélkül |          |
| 16   | Nico Rosberg         | Williams-Toyota    | 1:26.579 | 1:25.816   | 1:26.728 |
| 17   | Rubens Barrichello   | Honda              | 1:27.323 |            |          |
| 18   | Alexander Wurz       | Williams-Toyota    | 1:27.454 |            |          |
| 19   | Anthony Davidson     | Super Aguri-Honda  | 1:27.564 |            |          |
| 20   | Adrian Sutil         | Spyker-Ferrari     | 1:28.628 |            |          |
| 21   | Szató Takuma         | Super Aguri-Honda  | 1:28.762 |            |          |
| 22   | Jamamoto Szakon      | Spyker-Ferrari     | 1:29.668 |            |          |

## Futam
A mezőny az erős eső miatt a biztonsági autó mögül indult el. A Ferrari versenyzői intermediate gumiabroncsokkal rajtoltak el a kötelező esőgumik helyett. Emiatt ki kellett állniuk, és mind a két versenyzőnek ezzel elszálltak győzelmi esélyei. A 19. körben a biztonsági autó elengedte a mezőnyt. Fernando Alonso autója a 42. körben felúszott a pályán lévő vízre, és a spanyol kiesett. Ezután beküldték a biztonsági autót, amely mögött nem sokkal az akkor harmadik Vettel a második helyen álló Red Bullos Mark Webbernek ment neki. Mind a két versenyző kiesett emiatt. Massa, aki boxutca-áthajtásos büntetést is kapott, az utolsó kanyarban megelőzte Kubicát, és a hatodik lett. Hamilton magabiztos előnnyel rajt-cél győzelmet aratott, övé lett a leggyorsabb kör is 1:28,193-as idővel. Heikki Kovalainen a második lett nem sokkal Räikkönen előtt. Coulthard a negyedik, Fisichella az ötödik, Massa a hatodik, Kubica a hetedik lett. Liuzzit a verseny után néhány órával megbüntették 25 másodperccel, ezzel a kilencedik helyre esett vissza, Adrian Sutil pedig ezzel pontot szerzett a Spykernek.
Két versennyel a szezon vége előtt Hamilton vezetett 12 ponttal Alonso, 17 ponttal Räikkönen előtt.
| Helyezés | #  | Versenyző            | Csapat/Motor       | Futott körök | Idő/Kiesés oka   | Rajthely | Pontszám |
| -------- | -- | -------------------- | ------------------ | ------------ | ---------------- | -------- | -------- |
| 1        | 2  | Lewis Hamilton       | McLaren-Mercedes   | 67           | 2:00:34.579      | 1        | 10       |
| 2        | 4  | Heikki Kovalainen    | Renault            | 67           | +8.3             | 11       | 8        |
| 3        | 6  | Kimi Räikkönen       | Ferrari            | 67           | +9.4             | 3        | 6        |
| 4        | 14 | David Coulthard      | Red Bull-Renault   | 67           | +20.2            | 12       | 5        |
| 5        | 3  | Giancarlo Fisichella | Renault            | 67           | +38.8            | 10       | 4        |
| 6        | 5  | Felipe Massa         | Ferrari            | 67           | +49.0            | 4        | 3        |
| 7        | 10 | Robert Kubica        | BMW Sauber         | 67           | +49.2            | 9        | 2        |
| 8        | 20 | Adrian Sutil         | Spyker-Ferrari     | 67           | +60.1            | 20       | 1        |
| 9        | 18 | Vitantonio Liuzzi    | Toro Rosso-Ferrari | 67           | +80.6            | 14       |          |
| 10       | 8  | Rubens Barrichello   | Honda              | 67           | +88.3            | 17       |          |
| 11       | 7  | Jenson Button        | Honda              | 66           | felfüggesztés    | 6        |          |
| 12       | 21 | Jamamoto Szakon      | Spyker-Ferrari     | 66           | +1 Kör           | 22       |          |
| 13       | 12 | Jarno Trulli         | Toyota             | 66           | +1 Kör           | 13       |          |
| 14       | 9  | Nick Heidfeld        | BMW Sauber         | 65           | erőforrás        | 5        |          |
| 15       | 22 | Szató Takuma         | Super Aguri-Honda  | 65           | baleset          | 21       |          |
| Kiesett  | 11 | Ralf Schumacher      | Toyota             | 55           | baleset          | 15       |          |
| Kiesett  | 23 | Anthony Davidson     | Super Aguri-Honda  | 54           | gázpedál         | 19       |          |
| Kiesett  | 16 | Nico Rosberg         | Williams-Toyota    | 49           | elektronika      | 16       |          |
| Kiesett  | 19 | Sebastian Vettel     | Toro Rosso-Ferrari | 46           | baleseti sérülés | 8        |          |
| Kiesett  | 15 | Mark Webber          | Red Bull-Renault   | 45           | baleset          | 7        |          |
| Kiesett  | 1  | Fernando Alonso      | McLaren-Mercedes   | 41           | baleset          | 2        |          |
| Kiesett  | 17 | Alexander Wurz       | Williams-Toyota    | 19           | baleset          | 18       |          |

## A világbajnokság élmezőnyének állása a futam után
| H  | Versenyzők           | Pont | H  | Konstruktőrök     | Pont    |
| -- | -------------------- | ---- | -- | ----------------- | ------- |
| 1  | Lewis Hamilton       | 107  | 1  | Ferrari           | 170     |
| 2  | Fernando Alonso      | 94   | 2  | BMW Sauber        | 92      |
| 3  | Kimi Räikkönen       | 90   | 3  | Renault           | 47      |
| 4  | Felipe Massa         | 80   | 4  | Williams-Toyota   | 28      |
| 5  | Nick Heidfeld        | 56   | 5  | Red Bull-Renault  | 23      |
| 6  | Robert Kubica        | 35   | 6  | Toyota            | 12      |
| 7  | Heikki Kovalainen    | 30   | 7  | Super Aguri-Honda | 4       |
| 8  | Giancarlo Fisichella | 21   | 8  | Honda             | 2       |
| 9  | Nico Rosberg         | 15   | 9  | Spyker-Ferrari    | 1       |
| 10 | Alexander Wurz       | 13   | 10 |                   |         |
| 11 | David Coulthard      | 13   | 11 | McLaren-Mercedes  | Kizárva |

1. ↑  Ipari kémkedés miatt kizárták a csapatot.

## Statisztikák
Vezető helyen:
- Lewis Hamilton: 55 (1-28 / 41-67).
- Sebastian Vettel: 3 (29-31).
- Mark Webber: 5 (32-36).
- Heikki Kovalainen: 3 (37-39).
- Giancarlo Fisichella: 1 (40).

Lewis Hamilton 4. győzelme, 5. pole-pozíciója, 2. leggyorsabb köre, 1. mesterhármasa (gy, pp, lk)
- McLaren 156. győzelme.